# Manulea virgata
Manulea virgata är en flenörtsväxtart som beskrevs av Carl Peter Thunberg. Manulea virgata ingår i släktet Manulea och familjen flenörtsväxter. Inga underarter finns listade i Catalogue of Life.